# Dino Polska
Dino Polska SA - lanț polonez de magazine alimentare și industriale, fondat în 1999 de Tomasz Biernacki. Magazinele lanțului sunt situate în principal în orașele mici și mijlocii și la periferia orașelor mari.
La sfârșitul anului 2022, lanțul avea 2.156 de puncte de desfacere cu o suprafață de 848 de metri pătrați în toată Polonia.
Rețeaua logistică a Grupului Dino se bazează pe opt centre de distribuție: în Krotoszyn, Jastrowie, Wolbórz, Rzeszotary, Łobez, Sierpc, Kaliskie (lângă Lubień Kujawski) și Sieroniowice.
1. ↑  „Jaka jest historia sieci Dino, która debiutuje na GPW? – Handel/dystrybucja”, www.portalspozywczy.pl (în poloneză)
2. ↑  LOS, oprac (4 ianuarie 2023), Sieć Dino Polska rośnie w siłę. Coraz więcej sklepów i rekordowe przychody (în poloneză), www.money.pl